# Pippo Pollina
Pippo Pollina est un chanteur italien.

## Biographie
Pippo Pollina naît le 18 mai 1963 à Palerme. Il étudie très tôt la guitare classique et la théorie musicale. Son histoire artistique commence à Palerme en 1979, année où il fonde un groupe musical et culturel, Agricantus, qui marque une étape importante dans la recherche des traditions musicales populaires de la Sicile, du sud de l'Italie et de l'Amérique latine. Agricantus commence à se produire en concert en Italie et à l'international ; parallèlement, Pollina mène une intense activité de vulgarisation dans les collèges et les lycées.
En 1983, Pippo Pollina commence à collaborer avec le mensuel I Siciliani, fondé et dirigé par l'écrivain Giuseppe Fava ; une expérience formatrice décisive, interrompue quelques mois plus tard lorsque Giuseppe Fava est assassiné par la mafia à Catane. Socialement et politiquement très engagé, Pollina ne se retrouve pas dans le climat italien des années 1980 et, en 1985, il abandonne ses études et l'Italie et part pour une sorte d'errance sans but à travers l'Europe.
En 1987, Pippo Pollina enregistre son premier album, Aspettando che sia mattina, en Suisse, avec le label Zytglogge, et s'installe définitivement dans la Confédération helvétique. Il entame sa première tournée en solo ; en 1989, il est honoré par la télévision suisse alémanique DRS1, qui produit également son deuxième album, In the footsteps of King Minos. En 1991, le troisième album, New September Days, sort, et Pollina se produit dans les principaux festivals suisses, tels que l'Open Air à Saint-Gall et Lugano ; il joue et chante avec des artistes tels que Van Morrison et Tracy Chapman.
Le 21 janvier 2014, il publie L'Appartenenza, un album de titres inédits. L'Appartenenza contient plusieurs collaborations avec des artistes italiens et étrangers tels que Giorgio Conte, Etta Scollo et Werner Schmidbauer,.

## Discographie

### Albums studio
- 1987 : Aspettando che sia mattino
- 1989 : Sulle orme del re Minosse
- 1991 : Nuovi giorni di settembre
- 1993 : Le pietre di Montsegùr
- 1995 : Dodici lettere d'amore
- 1997 : Il giorno del falco (réédité en 1998 en Italie)
- 1999 : Rossocuore (Storie di note)
- 2000 : Elementare Watson
- 2001 : Versi per la libertà (Storie di note)
- 2003 : Racconti brevi (Storie di note)
- 2004 : Camminando (anthologie) (Storie di note)
- 2005 : Bar Casablanca (Storie di note)
- 2006 : Racconti e canzoni (Storie di note, album live)
- 2007 : Ultimo volo (Storie di note, album live)
- 2008 : Caffè Caflisch
- 2008 : Di nuovo insieme (avec Linard Bardill)
- 2009 : Fra due isole
- 2012 : Süden (avec Werner Schmidbauer et Martin Kälberer)
- 2013 : La storia non conosce padroni (LP vinyle - Storie di note)
- 2014 : L'appartenenza (Jazzhaus Records)
- 2014 : Grande finale - Live all'Arena di Verona (2 CD)
- 2017 : Il sole che verrà
- 2022 : Canzoni segrete (Jazzhaus Records)
- 2024 : Nell'attimo (Jazzhaus Records)

### Singles et EP
- 1999 : Finnegan's Wake (single + vidéo de Finnegans Wake) (Storie di note)
- 1998 : Ken (maxi single)

### Participations
- 1988 : compilation Viva Natira avec le morceau La casa di Armon

### Collaborations
- 1987 : I Nu Passaran de Linard Bardill

## Distinctions
- Prix de la télévision suisse (1989)[5]
- Prix de la ville de Zurich (1996)[6]
- Kleinkunstpreis Kupferle, Ravensburg (1996)[7]
- Star of the Year Award della giornale della sera Abendzeitung di Monaco di Baviera (1999)[7]
- Prix Una Casa per Rino, Crotone (2003)[7]
- Parmi les trois meilleurs participants au festival de musique de Mantoue (2004)[7]
- Prix du Festival delle Etichette Indipendenti di Faenza (2005)[7]
- Prix de la ville de Palerme pour Ricordare Anna (2005)[7]
- Nommé pour le petit prix d'art suisse, Thun (2006)[8]
- Premio alla Carriera au Festival di autore canzone italiana Canzone Italiana d'autore de Monaco di Baviera (2007)[7]
- Nommé Ultimo Volo pour le Premio per la Pace di Stoccarda (2008)[9]
- Prix des critiques de disques allemands pour l'album Caffè Caflish (2009)[10]
- Premio del Freiburger Kulturbörse Freiburger Leiter (2013)[11]